# 韩晞 (后赵)
韩晞（?—?），十六国后赵时大臣。
335年，石虎废石勒之子石弘，韩晞等群臣已下劝他称皇帝尊号。石虎自称居摄赵天王，改年号建武。任命尚书左仆射夔安为侍中、太尉、守尚书令，尚书右仆射郭殷为司空，韩晞代替夔安为尚书左仆射，魏概、冯莫、张崇、曹显为尚书，申钟为侍中，郎闿为光禄大夫，王波为中书令。韩晞后事不详，石鉴即位后，刘群代替韩晞为尚书左仆射。